# Fëdor Karlovič Avelan
Fëdor Karlovič Avelan, in russo Фёдор Карлович Авелан? (Loviisa, 12 settembre 1839 – Pietrogrado, 30 settembre 1916), è stato un ammiraglio e politico russo.

## Biografia
Avelan nacque in seno ad una famiglia nobile del Granducato di Finlandia ed era figlio di Karl Avelan.
Nel 1855, Fëdor Avelan si diplomò alla Scuola dei Corpi navali dei cadetti di Alessandro da dove uscì col grado di guardiamarina (grado in vigore nella marina imperiale russa dal 1716 al 1917). Nel 1857 venne inviato con la flotta nel Mar Baltico. Tra il 1869 ed il 1872 prestò servizio a bordo del clipper "Gaydamak" col grado di Luogotenente di marina. Nel 1878 prese parte ad una spedizione navale sulle coste dell'America del nord e nello stesso anno prese parte ad una crociera in Asia. Tra il 1879 ed il 1889, nell'ambito di due giri del mondo, comandò differenti navi tra cui il clipper "Harald", la corvetta "Rynda", la fregata "Sveltana". Dal 1889 al 1893 occupò la funzione di capo di stato maggiore del porto di Kronštadt.
Avelan venne quindi elevato al grado di contrammiraglio nel 1891 e nel 1893, alla testa di una squadra della flotta del Mar Baltico, effettuò una spedizione nel Mediterraneo. Si ferma a Tolone per visitare la flotta francese per sigillare l'alleanza franco-russa. Dal 1895 al 1896 fu capo aggiunto dello stato maggiore della marina imperiale russa. Nel 1896 venne promosso a capo della marina e nel 1903 venne elevato al grado di aiutante generale. Il 10 marzo 1903 lo zar Nicola II di Russia lo nominò Ministro della Marina, occupando tale posizione 29 giugno 1905. Quello stesso anno venne promosso Grand'Ammiraglio.
Dopo la sconfitta della marina imperiale russa nella Battaglia di Tsushima del 27 e 28 maggio 1905, Avelan venne ritenuto uno dei principali responsabili della disfatta della flotta russa nel corso della Guerra russo-giapponese (1904-1905) e venne pertanto privato del grado di aiutante generale ed egli decise di presentare le proprie dimissioni allo zar, che comunque gliele rifiutò in riconoscenza del suo valore. Nel 1914 venne ammesso a sedere nel Consiglio di Stato.
Fëdor Avelan morì a San Pietroburgo il 30 settembre 1916 e venne inumato nel cimitero luterano di  ND de Smolensk di Petrograd.